# Хуан Карлос Юніс
Хуан Карлос Юніс (ісп. Juan Carlos Yunis; нар. 17 січня 1960) — колишній аргентинський тенісист.
Найвищу одиночну позицію світового рейтингу — 423 місце досяг 22 грудня 1980, парну — 219 місце — 10 вересня 1984 року.

## Фінали Гран-прі за кар'єру

### Парний розряд: 1 (0–1)
| Результат | W/L | Дата     | Турнір         | Покриття | Партнер        | Суперники                       | Рахунок  |
| --------- | --- | -------- | -------------- | -------- | -------------- | ------------------------------- | -------- |
| Поразка   | 0–1 | Вер 1983 | Бордо, Франція | Ґрунт    | Франсіско Юніс | Стефан Сімонссон Магнус Тідеман | 4–6, 2–6 |